# Claude Perrier
Pour les articles homonymes, voir Perrier.
Claude Perrier est un dirigeant d'entreprise français, PDG du journal La Provence du 20 février 2015 jusqu'au 2 mai 2017.
Il intègre en octobre 2017 le cabinet de Christian Estrosi en tant que conseiller spécial chargé de la stratégie, des relations publiques et des médias.
Après 3 années passées à la Ville de Nice et à la Métropole NCA, Claude Perrier prendra le 1er septembre 2020, la direction générale du journal France-Antilles[réf. nécessaire]

## Biographie

### Débuts
Originaire d'Anduze dans le Gard, Claude Perrier est diplômé de Miami Dade College.
En 1992, après un début de carrière en tant que directeur commercial dans l'agroalimentaire, Claude Perrier pend la direction de Centre Ville Télévision, une entreprise de services pour l'audiovisuel.
En 1996, Claude Perrier s'associe à Jean-Marie Cavada dans les sociétés de production Théophraste et Théopresse.
En 1998, Claude Perrier rejoint RFO.

### 1999-2013: Radio France
En 1999, il rejoint la direction de Radio France, et devient directeur chargé de la gestion et des moyens du réseau de France Bleu en 2000. 

En 2003, il est délégué pour la Région Île-de-France-Normandie, et directeur de la Cityradio de Paris et enfin directeur de France Bleu Hérault.

En 2008, il prend la direction de France Bleu Provence.
En juillet 2011, Claude Perrier devient délégué chargé des projets Méditerranée pour Radio France,. 
En juin 2013, Claude Perrier est nommé directeur de France Bleu, succédant à Philippe Chaffanjon. Le 10 juin 2014, il quitte la direction de France Bleu et le groupe Radio France.

### 2014-2017: La Provence
En octobre 2014, Claude Perrier est nommé à la direction de la publication du journal La Provence et de sa régie La Provence Publicité, et le 20 février 2015, il est nommé PDG du journal marseillais, succédant à Marc Aubertin,. Il devient également gérant de la régie La Provence Publicité.
Il démissionne de son poste de PDG du groupe La Provence le 2 mai 2017, déclarant avoir "terminé la mission qui lui avait été confiée".

## Prix et récompenses
- Chevalier de l'ordre de la Légion d'honneur (2016)[14]

## Vie privée
Claude Perrier est marié à Charlotte avec qui il a deux enfants : Lola et Prune.